# Temnaspis brunneipennis
Temnaspis brunneipennis es una especie de coleóptero de la familia Megalopodidae.

## Distribución geográfica
Habita en Annam (Vietnam).